# Ngàm Đăng Vài
Ngàm Đăng Vài là một xã thuộc huyện Hoàng Su Phì, tỉnh Hà Giang, Việt Nam.

## Địa lý
Xã Ngàm Đăng Vài nằm ở phía đông nam của huyện Hoàng Su Phì, cách trung tâm huyện 11 km nằm trên trục đường quốc lộ 2C đường Bắc Quang - Xín Mần, có vị trí địa lý:
- Phía đông giáp xã Bản Nhùng
- Phía tây giáp xã Bản Luốc
- Phía nam giáp xã Nậm Dịch
- Phía bắc giáp xã Tân Tiến.

Xã Ngàm Đăng Vài có diện tích 11,63 km², dân số năm 2019 là 2.134 người, mật độ dân số đạt 184 người/km².

## Hành chính
Xã Ngàm Đăng Vài được chia thành 8 thôn, bản: Cao Sán, Nậm Ằn, Nậm Cổm, Ngàm Đăng Vài 1, Ngàm Đăng Vài 2, Khư Phá, Thiêng Khum Hạ, Thiêng Khum Thượng.